# Huhoehaji anh-a
Huhoehaji anh-a (후회하지 않아) - conosciuto con il titolo internazionale No Regret - è un film sudcoreano del 2006 diretto da Leesong Hee-il.

## Trama
Su-min è un ragazzo senza genitori che, appena compiuti 18 anni, è costretto a lasciare l'orfanotrofio dove ha sempre vissuto sino a quel momento. Si trasferisce a Seul ove, per potersi pagare i corsi d'informatica all'università, inizia a fare vari lavoretti provvisori. Uno di questi è portare a casa in automobile gli ubriachi dai bar.
Dopo aver perduto il suo posto in fabbrica per divergenze con i superiori, finisce per accettare di lavorare in un host-club (in cui giovani maschi si prostituiscono per soldi): inizialmente il gestore si dimostra riluttante ad assumerlo, in quanto sa per esperienza che ragazzi apertamente gay (com'è Su-min) si lasciano spesso molto inopportunamente coinvolgere in relazioni sentimentali non richieste coi clienti.
Su-min ha già da tempo rinunciato a trovare il vero grande amore ed è sicuro pertanto che quest'inconveniente di certo a lui non potrà accadere: finché un giorno un uomo proveniente direttamente dal suo passato non entra nell'Host-club. Quest'uomo si chiama Jae-min ed è uno degli ubriachi trasportati a casa da Su-min a suo tempo: egli s'innamora immediatamente del bel ragazzo.
Su-min sembra inizialmente rifiutare le sue avances, e lo accetta come cliente una sola volta, minacciando di ucciderlo se ha il coraggio di farsi ancora vedere. Jae-min però non demorde né si scoraggia; passano diverse settimane e Su-min continua a fare affari d'oro vendendo il suo corpo ad uomini adulti e vecchi facoltosi della città.
Finalmente Jae-min riesce a portare fuori Su-min dal bordello in cui era relegato ed iniziano a vivere la loro storia felicemente: questo fino a quando la madre di Jae-min non li scopre assieme. La donna ordina a questo punto al figlio di sposare immediatamente la donna che la famiglia gli ha assegnato e ha scelto per lui.
Su-min, ferocemente irritato, medita vendetta: con un suo ex collega all'host-club una notte rapisce Jae-min: lo conducono davanti ad una fossa poco profonda dentro la foresta. Lo buttano dentro e si apprestano a seppellirlo vivo; all'ultimo momento però Su-min decide di desistere dal suo piano criminoso.
È spuntata l'alba, in auto si dirigono verso casa, la stanchezza gioca però loro un brutto scherzo e vanno a schiantarsi contro un albero ai bordi della strada: mentre polizia ed ambulanze a sirene spiegate giungono per prestare i primi soccorsi, i due si risvegliano feriti e malconci, si guardano e sorridono. Silenziosamente riconciliati, sanno oramai perfettamente che nessuno riuscirà più a separarli.

## Produzione
È il primo film coreano a presentare scene di nudi frontali maschili e uno dei pochi ad affrontare esplicitamente relazioni sentimentali omosessuali. Rappresenta l'esordio alla regia per Leesong Hee-il, artista gay dichiarato.

## Distribuzione
È stato proiettato al Festival di Berlino nel 2007.